# جيرار سوليه
جيرارد سولر (29 مارس 1954

 في وجدة) (بالفرنسية: Gérard Soler)‏ لاعب كرة قدم فرنسي الجنسية مغربي المولد معتزل كان يجيد اللعب في مركز المهاجم .
لعب سولر في أندية بويسي ، سوشو (1972-1978) موناكو (1978-1979) بوردو (1979-1982) تولوز (1982-1984) ستراسبورغ (1984-1985) باستيا (1985-1986) ليل (1986) رين (1986-1987) أورليانز (1987-1988) .
شارك سولر مع منتخب فرنسا في 16 مباراة دولية مسجلا 4 أهداف في الفترة من 1974 إلى 1983 . تم استدعائه للمشاركة في بطولة كأس العالم لكرة القدم 1982 التي أقيمت في إسبانيا . شارك سولر أساسيا أمام منتخب إنجلترا وهدفه الذي سجله في الدقيقة 24 لم يمنع منتخب فرنسا من الخسارة 1/3 وفي المباراة الثانية شارك أساسيا وساهم في الفوز على منتخب الكويت 4/1 ثم شارك أساسيا مجددا ولكنه لم يفعل شيء أمام منتخب تشيكوسلوفاكيا فتم استبداله لتنتهي المباراة بالتعادل 1/1 . في الدور الثاني أساسيا أمام منتخبي النمسا وإيرلندا الشمالية التين انتهتا بالفوز 1/0 و4/1 . غاب عن مباراة الدور النصف النهائي التي خسرها منتخب فرنسا من منتخب ألمانيا الغربية بركلات الجزاء الترجيحية ثم عاد للمشاركة أساسيا أمام منتخب بولندا في مباراة تحديد صاحب المركز الثالث ولكنه خسر 2/3 .
تولى سولر تدريب نادي سانت إتيان لفترة قصيرة في سنة 2000 .

## روابط خارجية
- جيرار سوليه على موقع الاتحاد الدولي (مؤرشف)  (الإنجليزية)
- جيرار سوليه على موقع قاعدة بيانات كرة القدم.إي يو (الإنجليزية)
- جيرار سوليه على موقع ليكيب (الفرنسية)
- جيرار سوليه على موقع ناشيونال فوتبول تيمز (الإنجليزية)
- جيرار سوليه على موقع عالم كرة القدم.نت (الإنجليزية)